# Canzone del Grappa

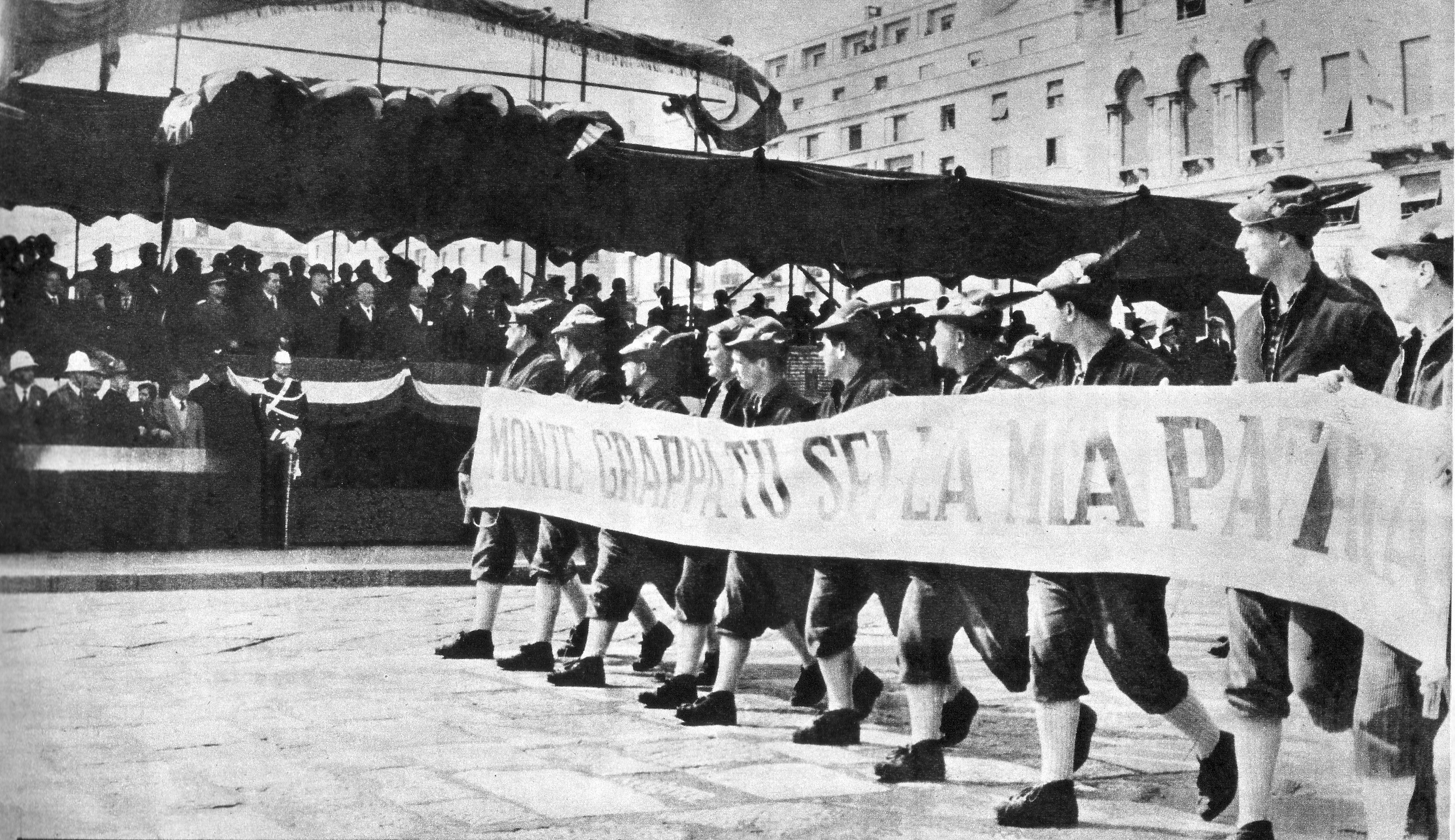
Genova, 17 marzo 1963 sfilata degli alpini. Sullo striscione si nota chiaramente la scritta "Monte Grappa tu sei la mia Patria"

La Canzone del Grappa è una canzone della Grande Guerra; fu composta nel 1918 dal generale Emilio De Bono prendendo spunto da una scritta anonima apparsa sui muri di una casa della Val Cismon, allora occupata dall'esercito austriaco, che recitava appunto: «Monte Grappa tu sei la mia Patria».

## Storia
Gli autori del brano furono il capitano Antonio Meneghetti, che su sollecitazione del generale Emilio De Bono, Comandante del IX Corpo d'Armata, scrisse di getto la musica il 5 agosto 1918 presso Villa Dolfin Boldù di Rosà, e lo stesso De Bono che scrisse il testo.
Prendevano così corpo e vita quelle parole iniziali, scritte sui muri da mano ignota, che ormai erano sulle labbra di tutti i soldati italiani impegnati sul fronte di guerra contro l'esercito austro-ungarico.

Il generale Emilio De Bono fu l'ispiratore della canzone

Per lungo tempo gli autori lasciarono credere che il testo della Canzone del Grappa fosse opera delle popolazioni della Val Cismon  (una valle laterale del canale del Brenta, non lontano da Bassano del Grappa), ricorda il generale Gaetano Giardino «Il giorno 10 agosto (1918) preannunciatosi per telefono veniva al comando il generale De Bono, accompagnato da una musica e da un coro. Veniva a far sentire una "canzone del Grappa". Parole e musica, diceva, di ignoti» e il testo fosse stato ascoltato da un gruppo di Arditi che avevano passato le linee presso Fonzaso, sempre secondo il generale Giardino «Pattuglie di arditi, spintesi per dirupi nel canale di Brenta, avevano sentito sussurrare la canzone, non si capiva bene da chi; avevano udito, o supposto, o immaginato che fosse una canzone che si cantava a Fonzaso». La mattina del 24 agosto 1918, sul grande prato davanti a Villa Dolfin Boldù, alla presenza del Re d'Italia, Vittorio Emanuele III e delle autorità militari, l'inno fu eseguito per la prima volta dalla Banda Montegrappa di Rosà.
L'accostamento tra il concetto di Patria e il Monte Grappa era già stato effettuato nel novembre 1917 dal presidente del Consiglio Vittorio Emanuele Orlando al quale aveva replicato alcune settimane dopo il leader socialista Filippo Turati: «L'onorevole Orlando ha detto: Al Monte Grappa è la Patria. A nome dei miei amici ripeto: Al Monte Grappa è la Patria».
Data la popolarità in breve raggiunta da questa canzone patriottica, e per evitare che la stessa fosse preda di qualche speculatore che voleva attribuirsene la paternità, testo e musica furono depositati a tutti gli effetti legali dal generale Emilio De Bono e dal capitano Antonio Meneghetti, che ne affidarono poi diffusione e stampa alla ditta Carisch di Milano.

## Testo
Contro a te già s'infranse il nemico,
che all'Italia tendeva lo sguardo:
non si passa un cotal baluardo,
affidato agli italici cuor.
Monte Grappa, tu sei la mia Patria,
sei la stella che addita il cammino,
sei la gloria, il volere, il destino,
che all'Italia ci fa ritornar.
Le tue cime fur sempre vietate,
per il pie' dell'odiato straniero,
dei tuoi fianchi egli ignora il sentiero
che pugnando più volte tentò.
Quale candida neve che al verno
ti ricopre di splendido ammanto,
tu sei puro ed invitto col vanto
che il nemico non lasci passar.
O montagna, per noi tu sei sacra;
giù di lì scenderanno le schiere
che irrompenti, a spiegate bandiere,
l'invasore dovranno scacciar.
Ed i giorni del nostro servaggio
che scontammo mordendo nel freno,
in un forte avvenire sereno
noi ben presto vedremo mutar.»